# Liste der Baudenkmäler in Kleinrinderfeld
Auf dieser Seite sind die Baudenkmäler in der unterfränkischen Gemeinde Kleinrinderfeld zusammengestellt. Diese Tabelle ist eine Teilliste der Liste der Baudenkmäler in Bayern. Grundlage ist die Bayerische Denkmalliste, die auf Basis des Bayerischen Denkmalschutzgesetzes vom 1. Oktober 1973 erstmals erstellt wurde und seither durch das Bayerische Landesamt für Denkmalpflege geführt wird. Die folgenden Angaben ersetzen nicht die rechtsverbindliche Auskunft der Denkmalschutzbehörde.
 Diese Liste gibt den Fortschreibungsstand vom 15. April 2020 wieder und enthält 18 Baudenkmäler.

## Baudenkmäler nach Ortsteilen

### Kleinrinderfeld
| Lage                                                           | Objekt                               | Beschreibung | Akten-Nr.              | Bild           |
| -------------------------------------------------------------- | ------------------------------------ | --- | ---------------------- | -------------- |
| Geroldshäuser Straße 5 (Standort)                              | Bildstock                            | mit Hl. Blut-Relief, Ende 18. Jahrhundert | D-6-79-155-8 Wikidata  | BW             |
| Deutschherrnwiese, Schönfelder Weg (Standort)                  | Bildstock                            | Sandstein, Pfeiler und Aufsatz mit Bildnische und geschweifter Giebelbedachung, bezeichnet 1743                                                                                                | D-6-79-155-9 Wikidata  | BW             |
| Gerchsheimer Straße, Kaltenberg (Standort)                     | Bildstock                            | Sandstein, verjüngter Pfeiler und Aufsatz mit Relief Dreifaltigkeit und Giebelbedachung, 1858                                                                                                  | D-6-79-155-10 Wikidata | BW             |
| Hauptstraße 18 (Standort)                                      | Wohnhaus                             | traufseitiger Satteldachbau, Obergeschoss und Giebel Fachwerk, Nordostgiebel mit Krüppelwalm, frühes 19. Jahrhundert                                                                           | D-6-79-155-1 Wikidata  | weitere Bilder |
| Hauptstraße 19 (Standort)                                      | Wohnhaus                             | ehemals Forsthaus, zweigeschossiger Satteldachbau mit Fachwerkobergeschoss, 18. Jahrhundert | D-6-79-155-21 Wikidata | BW             |
| Hauptstraße 24, Hauptstraße (Standort)                         | Gasthaus zum Löwen                   | Satteldachbau, Obergeschoss und Giebel Fachwerk, Ende 18. Jahrhundert, Fenstereinteilung im Obergeschoss verändert                                                                             | D-6-79-155-2 Wikidata  | weitere Bilder |
| Hauptstraße 24, Hauptstraße (Standort)                         | Ausleger                             | frühes 19. Jahrhundert | D-6-79-155-2 Wikidata  | weitere Bilder |
| Hauptstraße 24, Hauptstraße (Standort)                         | Bildstock                            | Sandstein, ionischer Pfeiler und Reliefaufsatz mit Voluten und Eisenkreuz, bezeichnet 1627, Relief neu                                                                                         | D-6-79-155-2 Wikidata  | weitere Bilder |
| Kirchheimer Straße, Nähe Kirchheimer Straße (Standort)         | Bildhäuschen                         | Sandstein, Nische mit Josephsfigur und Giebelbedachung, 1890 | D-6-79-155-17 Wikidata | BW             |
| Kreuzäcker, St 2296, Straße nach Kist (Standort)               | Bildstock                            | Sandstein, Aufsatz mit Pietà in Reliefnische, bezeichnet 1884 | D-6-79-155-11 Wikidata | BW             |
| Limbachswiesen, Straße nach Limbachshof (Standort)             | Bildstock                            | Sandstein, hoher Sockel, Pfeiler und Aufsatz mit den Vierzehn Nothelfern, 18. Jahrhundert | D-6-79-155-12 Wikidata | BW             |
| Nähe Friedhofstraße (Standort)                                 | Friedhofskreuz                       | Sandstein, 2. Hälfte 19. Jahrhundert, im Friedhof | D-6-79-155-18 Wikidata | BW             |
| Nähe Gerchsheimer Straße (Standort)                            | Kriegerdenkmal                       | Sandstein, Obelisk auf hohem Sockel, um 1875 | D-6-79-155-13 Wikidata | weitere Bilder |
| Nähe Kirchheimer Straße (Standort)                             | Bildstock                            | Sandstein, Pfeiler und Aufsatz mit Relief Marienkrönung, bezeichnet 1794 | D-6-79-155-7 Wikidata  | BW             |
| Nähe Kister Straße (Standort)                                  | Wegkreuz                             | Sandstein, bezeichnet 1808, Abzweigung Friedhofstraße | D-6-79-155-3 Wikidata  | BW             |
| Nähe Maisenbacher Straße (Standort)                            | Muttergotteskapelle                  | Satteldachbau mit versetzten Eckquadern aus Sandstein und dreiseitig geschlossenem Chor, neugotisch, bezeichnet 1883                                                                           | D-6-79-155-15 Wikidata | BW             |
| Pfarrer-Walter-Straße (Standort)                               | Kriegerdenkmal                       | für die Gefallenen des Ersten und des Zweiten Weltkrieges, Relief Soldaten in Marschkolonne 1925, Relief „Pietà und Engel“ 1949, Inschrifttafeln 1925 und 1949, Umgestaltung mit Monolith 1972 | D-6-79-155-22          | weitere Bilder |
| Pfarrer-Walter-Straße 1, Theodor-Linsenbreder-Platz (Standort) | Altes Rathaus                        | eingeschossiger Massivbau auf hohem Sockel mit Fachwerkgiebel und Satteldach, bezeichnet 1768                                                                                                  | D-6-79-155-4 Wikidata  | weitere Bilder |
| Pfarrer-Walter-Straße 1, Theodor-Linsenbreder-Platz (Standort) | Wegkreuz                             | Sandstein, Ende 18. Jahrhundert | D-6-79-155-4 Wikidata  | weitere Bilder |
| Pfarrer-Walter-Straße 3 (Standort)                             | Katholisches Pfarrhaus               | zweigeschossiger Halbwalmdachbau, massiv und verputzt, 1. Hälfte 19. Jahrhundert | D-6-79-155-5 Wikidata  | weitere Bilder |
| Pfarrer-Walter-Straße 8 (Standort)                             | Katholische Pfarrkirche Sankt Martin | Saalbau mit eingezogenem Chor und Sakristeianbau, dreigeschossiger Fassadenturm, 1768, 1972 erweitert, mit Ausstattung                                                                         | D-6-79-155-6 Wikidata  | weitere Bilder |

### Limbachshof
| Lage                      | Objekt           | Beschreibung                                                                                       | Akten-Nr.              | Bild           |
| ------------------------- | ---------------- | -------------------------------------------------------------------------------------------------- | ---------------------- | -------------- |
| In Limbachshof (Standort) | Wendelinskapelle | Satteldachbau mit Giebelreiter, dreiseitig geschlossen, historisierend, Grundstein bezeichnet 1831 | D-6-79-155-14 Wikidata | weitere Bilder |